# Vittorio Messori
Vittorio Messori (Sassuolo, 16 aprile 1941) è un giornalista e scrittore italiano.
Autore di numerosi saggi, è considerato uno dei principali autori cattolici italiani. Ha collaborato con La Stampa, Avvenire e Corriere della Sera.

## Biografia

### Infanzia e gioventù

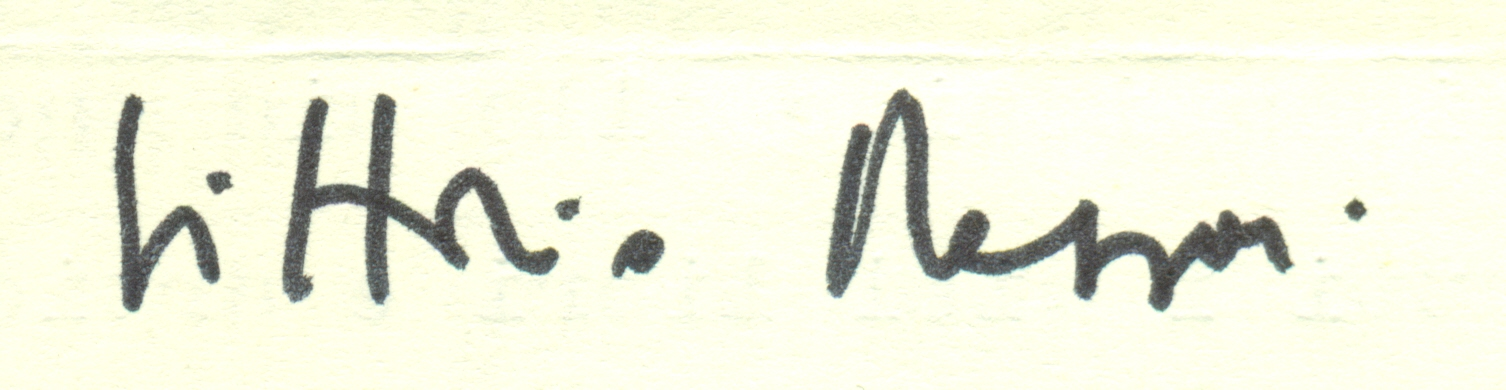
Autografo di Vittorio Messori (da una lettera scritta nel novembre 1990)

Messori nasce a Sassuolo, in provincia di Modena, in una famiglia anticlericale. Il padre Enzo, poeta in dialetto modenese, dopo tre anni nel Regio Esercito entrò nella divisione Littorio della Repubblica Sociale Italiana e, dopo un periodo di addestramento in Germania, combatté sul fronte delle Alpi Occidentali contro i francesi di de Gaulle.
Nel frattempo, la famiglia era sfollata nel bresciano da dove, a guerra finita, si trasferì a Torino, andando ad abitare in borgo San Donato in un edificio al civico 18 di Via Sobrero. Qui il padre trovò lavoro presso la direzione generale dell'Italgas.

#### Studi
Messori frequentò le scuole pubbliche del capoluogo piemontese. Dopo la maturità classica presso il liceo d'Azeglio, si iscrisse alla Facoltà di Scienze politiche dell'Università degli Studi di Torino dove acquisì una formazione razionalista e agnostica. Si laureò nel 1965 con una tesi in storia del Risorgimento (relatore Alessandro Galante Garrone) e con due "sottotesi" discusse con Luigi Firpo e Norberto Bobbio.

#### Conversione
Poco prima, però, nel luglio del 1964, dopo quella che egli definì una «evidenza del cuore», seguita alla lettura dei Vangeli, Messori si convertì al cattolicesimo (disse di «essere stato convertito, da una forza imprevista e irresistibile»). Iniziò, da allora, stimolata anche dalla lettura di Blaise Pascal, una ricerca delle «ragioni della ragione», a conforto delle «ragioni del cuore» che lo avevano spinto ad abbracciare la fede. Di questo percorso, Messori racconterà nelle prime pagine di Ipotesi su Gesù.
Decise allora di frequentare i corsi dell'Istituto di Cristologia per laici della Pro Civitate Christiana ad Assisi, dove trascorse il 1966 e il 1967. Ad Assisi conobbe Rosanna Brichetti, che avrebbe sposato in seguito nel 1996, dopo l'annullamento, da parte della Sacra Rota, di un precedente matrimonio avvenuto nel 1972: mentre la prima istanza era stata respinta nei tre gradi di giudizio, due cause successive si erano concluse con la sentenza di nullità. Nel 1968, terminati i corsi, tornò a Torino, dove iniziò l'attività professionale presso la Società Editrice Internazionale. Impegnato prima in redazione, passò poi a dirigere l'ufficio stampa. Contemporaneamente iniziò a collaborare con vari giornali e riviste culturali e continuò le ricerche per la redazione del suo primo libro.
In contrasto con il clima sessantottino, decise di evitare ogni «tentazione ideologica e teologica» non partecipando ai cortei, non firmando manifesti e non associandosi né a contestazioni politiche né clericali.

### Dal 1970 al 1982
Nel 1970 entrò a Stampa Sera come redattore della cronaca cittadina.
L'attività giornalistica e le inchieste gli valsero alcune querele e un processo per avere svelato dei retroscena di uno scandalo cittadino dove erano implicati alcuni medici. Dopo oltre quattro anni di cronaca, Arrigo Levi, allora direttore sia de La Stampa che di Stampa Sera, lo chiamò a far parte del gruppo di tre giornalisti destinati a creare Tuttolibri, settimanale culturale, anche se Messori non aveva voglia di rientrare in una cerchia culturale che non stimava e non gli interessava.

#### Ipotesi su Gesù

Messori presenta Ipotesi su Gesù a Radio Vaticana, 1976

Proprio in quelle settimane, Messori consegnò alla SEI il manoscritto della sua prima opera, Ipotesi su Gesù, frutto della sua inchiesta sulle origini del cristianesimo, continuata per dodici anni. L'editore pubblicò il libro dopo un anno, nell'autunno del 1976 (secondo Messori lo fece «in una brutta brossura»), con una tiratura inferiore a tremila copie che andarono esaurite in poco tempo, così come le successive ristampe. Al 2007 il libro ha venduto un milione e mezzo di copie in Italia.
Davanti al successo, prima italiano e poi mondiale, la reazione di Messori fu di chiedere un'aspettativa di sei mesi e di ritirarsi in una casa, senza telefono, in un villaggio del Monferrato, continuando la sua ricerca in solitudine.

#### Jesus
Nello stesso periodo don Giuseppe Zilli, direttore di Famiglia Cristiana, decideva di creare un mensile di informazione religiosa dal titolo Jesus e chiese a Messori di affiancare Antonio Tarzia, paolino, affinché il primo numero potesse uscire nel gennaio del 1979. Così, nell'autunno del 1978, Messori si trasferì a Milano.
Sin dal primo numero di Jesus (uscito, come programmato, nel gennaio 1979), pubblicò una "puntata" dei dialoghi su Gesù che confluirono poi nel volume Inchiesta sul cristianesimo, realizzato dialogando con agnostici, atei, cattolici e credenti di altre religioni.
Nei ventidue anni di collaborazione con Jesus, Messori curò sempre dei "cicli" mensili, poi confluiti in libri. Dopo i Dialoghi su Gesù, fu la volta de Il caso Cristo, da cui vennero i due volumi Patì sotto Ponzio Pilato? (1992) e Dicono che è risorto (2000). Dal Taccuino mariano fu tratto, nel 2005, Ipotesi su Maria.
Accanto al lavoro per Jesus, Messori continuava la riflessione per un seguito a Ipotesi su Gesù. Il successo commerciale del volume indusse diversi editori a fare pressioni per poter pubblicare un suo nuovo libro, ma per sei anni Messori rifiutò proposte editoriali e partecipazioni a programmi televisivi, affermando di non voler «far carriera servendomi di Gesù Cristo».

#### Scommessa sulla morte
Nel 1982, dopo sei anni dalla pubblicazione del primo libro, uscì Scommessa sulla morte, edito dalla SEI, nel quale Messori denunciò polemicamente la «disumanità del marxismo» e la sua «crisi mortale».

### Dal 1982 al 1998

#### Intervista a Ratzinger

Messori con il cardinale Joseph Ratzinger a Bressanone, 1984

Dopo Ipotesi su Gesù e Scommessa sulla morte, Messori volle scandagliare la realtà della Chiesa cattolica, che vedeva alla ricerca di un nuovo assetto istituzionale se non di nuovi, diversi contenuti di fede.
Nel 1984 ottenne di poter intervistare il cardinale Joseph Ratzinger che Giovanni Paolo II aveva nominato prefetto della Congregazione per la dottrina della fede. Ne risultò un saggio a quattro mani, intitolato Rapporto sulla fede, pubblicato l'anno successivo dalle edizioni San Paolo e poi tradotto in molte lingue. Alcune delle affermazioni di Ratzinger contenute nel libro ebbero una vasta eco all'interno e all'esterno degli ambienti ecclesiali. In particolare la denuncia dei «pericoli» e delle «difficoltà» della Chiesa e la condanna della teologia della liberazione provocarono ampie critiche soprattutto da ambienti clericali progressisti e, stando alle successive dichiarazioni di sua moglie, persino delle minacce di morte: la "colpa" di Messori sarebbe stata non solo quella di avere intervistato il "Grande Inquisitore" ma di non averlo contraddetto, indignato, quando demoliva le teorie di chi vedeva nel postconcilio sempre e solo una nuova primavera della Chiesa.

#### Polemica sul Risorgimento
Nel 1990 Messori lasciò Milano e si trasferì a Desenzano del Garda. Lo stesso anno vedeva la stampa la biografia del beato Francesco Faà di Bruno (pubblicata con il titolo Un italiano serio). Messori crebbe nel quartiere torinese di San Donato, dominato dall'alto campanile progettato e costruito da Faà di Bruno. Nel lungo capitolo introduttivo del libro, spiegò le ragioni della scelta di questa figura semisconosciuta: rilanciare la figura di qualcuno che aveva preso radicalmente sul serio il Vangelo; per «mostrare quali fossero, in concreto, gli effetti positivi della fede sulla vita di coloro che ne accettano tutte le conseguenze».
La presentazione del volume, avvenuta al Meeting di Comunione e Liberazione, generò una polemica che ebbe eco anche sui media italiani. Messori fu accusato di aver pronunciato una frase in cui evocava un processo di Norimberga per i principali esponenti del Risorgimento che gli attirò critiche da parte di esponenti politici e l'attenzione dei media. In tre articoli apparsi su Avvenire, raccolti poi ne La sfida della fede, in interventi successivi e in un articolo pubblicato sul Corriere della Sera, Messori chiarì l'episodio.
Dopo molte pubblicazioni uscite per le Edizioni San Paolo, nel 1998 Luigi Giussani pubblicò il libro nella collana che dirigeva per la BUR, con il titolo Un cristiano in un mondo ostile.
Nella primavera del 1992, Messori pubblicò la prima parte delle "puntate" del «Caso Cristo», ancora in corso su Jesus. Pubblicò, cioè, i primi trentasette capitoli con il titolo Patì sotto Ponzio Pilato? (sottotitolo: Un'inchiesta sulla passione e morte di Gesù).
Ancora nel 1992 uscì un volume di quasi 700 pagine; ciascuno dei 289 capitoli costituiva una puntata di Vivaio, la rubrica che Messori teneva dal 1987 su Avvenire.

#### Vivaio
Vivaio nacque durante la direzione di Avvenire da parte di Gian Guido Folloni. Per il titolo della rubrica Messori si ispirò a Giovanni Papini che, prima di morire, contava di riunire in un libro gli spunti, le idee, gli appunti che non avrebbe più potuto sviluppare per mancanza di energie e di tempo.
Messori decise di utilizzare, almeno in parte, il materiale raccolto in tanti anni di ricerca per una rubrica giornalistica in previsione della pubblicazione di un libro. L'idea, cioè, era di esaminare l'attualità per inquadrarla in una prospettiva di fede che la spiegasse, che le desse un senso; di partire dalla cronaca per «andare verso Dio».
Dalla rubrica nacque, nell'autunno del 1992, Pensare la storia (sottotitolo Una lettura cattolica dell'avventura umana), con la prefazione di Giacomo Biffi.
La quasi completa pubblicazione del materiale della rubrica proseguì con altri due grossi volumi: nel 1993, La sfida della fede, nel 1995, Le cose della vita.
Dai tre volumi originali di Vivaio (la San Paolo creò per essi una collana apposita) in Spagna fu tratta un'antologia, scegliendo soprattutto i brani sulla storia di Spagna. L'antologia fu pubblicata da Planeta con il titolo Leyendas negras de la Iglesia.

#### Indagine sull'Opus Dei
All'inizio del 1994, Messori pubblicò con la Arnoldo Mondadori Editore Opus Dei, un'indagine. Incuriosito dalla "leggenda nera" attorno alla cosiddetta "Obra", decise di svolgere un'indagine sul campo: gli fu permesso di accedere a documentazione e luoghi, andò a Pamplona tra gli studenti e i professori dell'Università voluta da san Josemaría Escrivá de Balaguer.
Nel suo libro sostiene la falsità delle accuse rivolte all'Opus Dei.

#### Libro-intervista con Giovanni Paolo II
Nell'ottobre del 1993, a Messori venne chiesto di intervistare Giovanni Paolo II, in occasione dei quindici anni di pontificato; sarebbe stata la prima intervista della storia a un pontefice. Messori espresse al Papa le sue perplessità sull'opportunità di una simile operazione: «Santità, abbiamo bisogno di un Papa, di un maestro che ci guidi, non di un opinionista televisivo. Questa non è la crisi della Chiesa. È la crisi della fede: non si crede più»; la risposta fu: «Non sono d'accordo con lei!». Le domande riguardavano le basi della fede, il rapporto con le altre religioni, l'avvenire del Vangelo. Il libro valse a Messori il Premio internazionale medaglia d'oro al merito della cultura cattolica del 1994.
Nel 1995 uscì il terzo volume della collana Vivaio, intitolato Le cose della vita.

#### Rilancio dell'apologetica
Nel 1997 fu pubblicato Qualche ragione per credere, un'intervista di Michele Brambilla del Corriere della Sera a Messori. L'intenzione era di affrontare i tre "cerchi" dell'apologetica classica: Dio, Cristo e la Chiesa. Ma l'intervista si limitò al primo "girone", con il preannuncio di un altro, forse anche due, libri in prosecuzione.

### Gli "anni mariani"

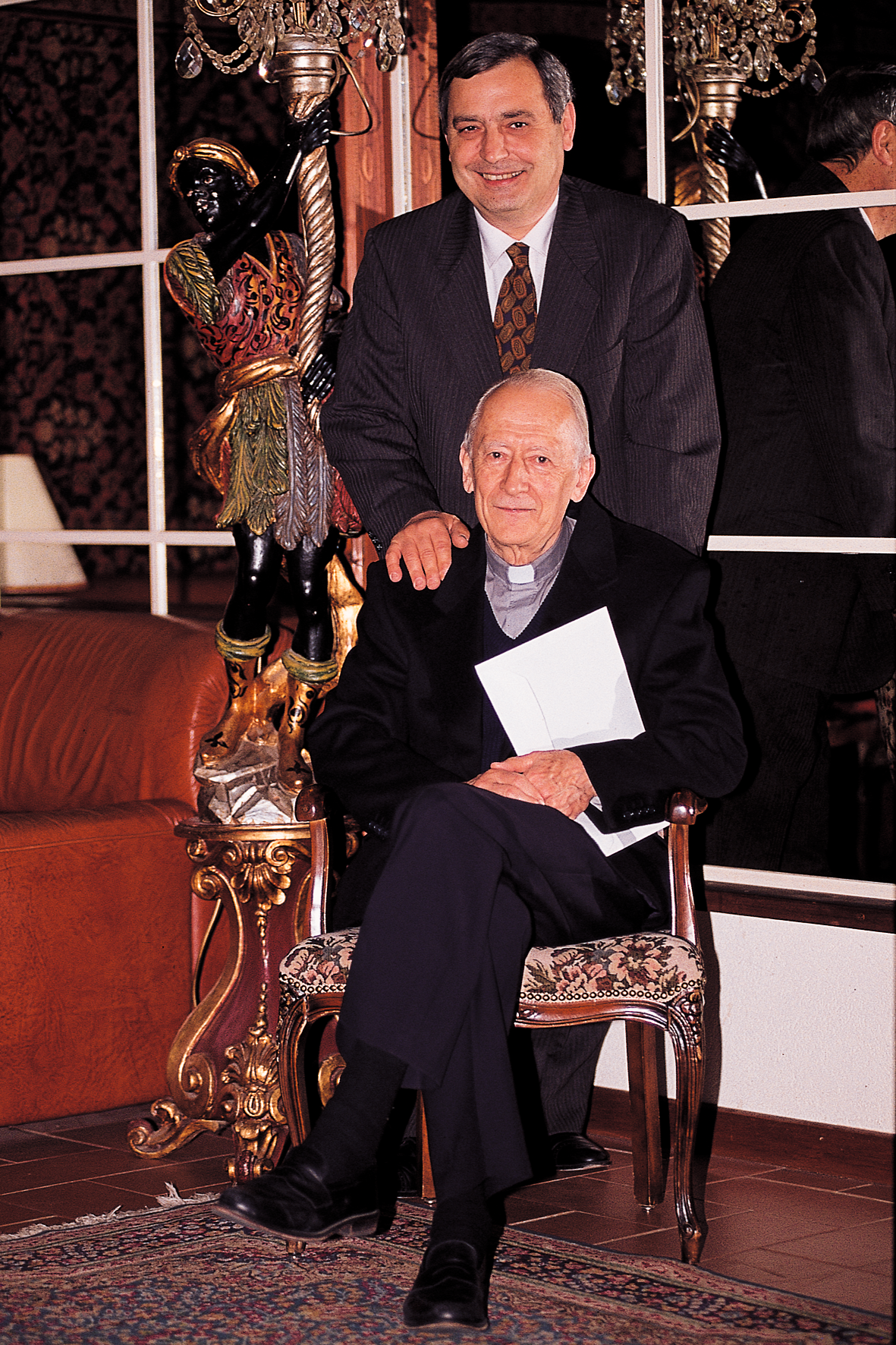
Vittorio Messori con René Laurentin

Nell'autunno del 1998, Messori pubblicò il suo primo libro con le edizioni Rizzoli, Il miracolo, sulla presunta ricrescita di una gamba, amputata anni prima, a un contadino del villaggio aragonese di Calanda, per intercessione della Virgen del Pilar nel 1640. Messori ricevette la cittadinanza onoraria di Calanda, fu dichiarato Mayoral de Honor del santuario costruito sul luogo del presunto prodigio e ottenne la Gran Croce dell'Ordine di Isabella la Cattolica, conferitagli da Juan Carlos.
La vigilia di Natale del 1996 andò in onda su Rai 3 il documentario Aquerò, su Lourdes e Bernadette Soubirous, di cui Messori era autore (regia di Vittorio Nevano; il film fu presentato dalla Rai nel 1997 al Prix Italia). Nel 1997, Rai 3 trasmise Miriam, un breve film scritto da Messori, una sorta di "intervista alla Madonna"; nel 1999 fu trasmesso Il miracolo, ricostruzione basata sul libro omonimo.
Sul Corriere della Sera tacciò di falsità la presunta lettera del procuratore generale di Pau, datata 28 dicembre 1857, in cui si parlava di qualcuno che stava per architettare "manifestazioni simulanti un carattere sovrannaturale e miracoloso"; la presunta missiva fu pubblicata nel 1906 dal cattolico modernista e anticlericale Jean de Bonnefon nel suo libro Lourdes et ses tenanciers  ed in base ad essa gli scettici delle apparizioni di Lourdes sostenevano che si trattasse di una truffa "orchestrata ai danni della credulità popolare, di cui le autorità del tempo erano al corrente". Secondo Messori:
Contrariamente alle affermazioni di Messori, tuttavia, il 28 dicembre 1857 cadde di lunedì. La lettera, non presente negli Archivi nazionali francesi e di cui non è mai stato rinvenuto l'originale (Bonnefon affermò di averla ricevuta soltanto in copia da un "intermediario" anonimo), è stata peraltro tacciata di falso da numerosi altri autori come René Laurentin e Georges Bertrin, che hanno fatto notare come essa sia contraddetta da documenti accertati di data successiva e come le formule in essa usate siano contrarie agli usi amministrativi del Secondo Impero francese.
Nel 2000 fu pubblicato Dicono che è risorto, parte di una trilogia con Ipotesi su Gesù e Patì sotto Ponzio Pilato?. Per tutto il 2000 e fino al settembre del 2001, la serie di articoli di Messori su Jesus si sdoppiò: chiuso il Taccuino mariano, cominciarono gli Incontri, una serie di colloqui con i responsabili delle comunità religiose. A queste interviste fu affiancata una pagina dal titolo ABC: Un sillabario cristiano. A partire dal settembre 2001 cessarono gli Incontri, mentre continuò il Sillabario cristiano, al quale venne affiancata la nuova serie La bussola, ripresa del Vivaio di Avvenire.
La successiva opera di Messori, Gli occhi di Maria (2001), scritta a quattro mani con Rino Cammilleri, trattava delle cosiddette "apparizioni mariane".
Nel 2002 Leonardo Mondadori manifestò a Messori l'intenzione di scrivere assieme un piccolo "catechismo". Messori suggerì a Mondadori, convertitosi da qualche anno al cattolicesimo e avvicinatosi, sia pure senza farne parte, all'Opus Dei, di scrivere il racconto del proprio approdo alla fede cattolica; un libro, quindi, dal taglio più esperienziale ed autobiografico. Mondadori convenne e ne nacque il libro Conversione. Una storia personale.

#### Il Timone
Nel 2003 Messori approdò al Timone, rivista di apologetica diretta da Giampaolo Barra, dove riprese i Vivai; limitò poi il suo impegno per Jesus, sul quale tuttavia mantenne una rubrica sui suoi libri, fino al 2004.

#### "Ritorno" a Torino
Successivamente, iniziò la stesura di un libro su Torino, affiancato dall'inviato del Corriere della Sera, Aldo Cazzullo. Il libro nacque come intervista per poi svilupparsi in due distinti e complementari saggi sul capoluogo piemontese fra i luoghi e i ricordi dello scrittore. Il mistero di Torino fu pubblicato nel 2004.
A pagina 213 e seguenti del libro si legge in merito all'incendio del Cinema Statuto (che provocò la morte di 64 persone): "L'amministrazione social-comunista dell'epoca, quella ovviamente di Diego Novelli, aveva deciso un cospicuo finanziamento pubblico per un 'Carnevale diabolico', una sorta di sabba in maschera, con riesumazioni di streghe, stregoni, sciamani e naturalmente diavoli. La cosa creò scalpore e polemiche. Alcuni, intervistati, ricordarono la saggezza popolare, che raccomanda di scherzare 'solo con i fanti' lasciando stare 'i santi' e, soprattutto, quei loro antagonisti che sono i demoni.
Ma Novelli e i suoi assessori andarono avanti decisi, compatendo, ironici, agli inguaribili 'oscurantisti', ai vecchi 'reazionari' che si dicevano perplessi, se non spaventati, per un'iniziativa che a loro, politici progressisti, sembrava invece così originale, magari così postmoderna. (...) Assistevano al film "La capra", nell'originale francese "La chèvre", che è, in argot, il nome della malasorte, della iella. (...) Erano 31 uomini e 31 donne, più un bambino e una bambina. Strana simmetria di cifre. Ma non è mancato (era sin troppo facile) chi non solo ricordò la data della strage, un 13, ma osservò anche che il 64, nella prospettiva esoterica, non è un numero qualsiasi: è una cifra inquietante, è il numero delle caselle su cui, stando agli occultisti, gioca agli scacchi proprio quel diavolo che a Torino, in quel momento, si celebrava a spese del Comune".
Il nome ufficiale della manifestazione cui fanno riferimento i due autori - realizzata in collaborazione con il Carnevale di Venezia - era: "Carnevale della magia e del fantastico".

#### Libro su Edgardo Mortara eIpotesi su Maria

Messori nel 1996

Nel 2005 furono pubblicati: Io, il bambino ebreo rapito da Pio IX, memoriale, rinvenuto da Messori, sul caso Edgardo Mortara, un bambino ebreo sottratto alla propria famiglia da Pio IX, e Ipotesi su Maria, il Taccuino Mariano uscito su Jesus nei primi anni novanta, un libro di quattrocento pagine sulle "apparizioni mariane".
Il libro su Mortara diede occasione ad alcuni esponenti del mondo ebraico di accusarlo di "parossistica difesa delle leggi pontificie grazie alle quali nel 1858 fu decretata da Pio IX la sottrazione del piccolo Edgardo Mortara alla sua famiglia di ebrei bolognesi - solo perché una domestica lo aveva battezzato di nascosto cinque anni prima" e per avere "evocato le virtù benefiche del ghetto“.
David Kertzer, autore del libro The Kidnapping of Edgardo Mortara rilevò, in un articolo su The Atlantic, come Messori avesse intenzionalmente alterato in varie parti la traduzione dall'originale spagnolo delle memorie di Edgardo Mortara, in modo da fare apparire in una migliore luce l'operato di Pio IX.

### Dal 2006 a oggi
Nel 2006 Messori ha raccolto i Vivai pubblicati dal 2001 su Jesus e su Il Timone, e altre rubriche pubblicate sulla prima rivista (Sillabario cristiano, Incontri, I miei libri), nel volume Emporio cattolico a completamento del ciclo di Vivaio. Nello stesso periodo Messori ha riscattato i diritti di quest'ultimo, irritato dall'indisponibilità delle Edizioni Paoline a ristamparlo, per poi cederli alle edizioni Sugarco, specializzatesi da qualche anno in pubblicistica cattolica.
Nel 2007 lo scrittore è stato impegnato nella stesura di una nuova opera, uscita il 21 ottobre 2008: Perché credo, un libro-intervista con il vaticanista de Il Giornale Andrea Tornielli; ha inoltre scritto per Time un ritratto di papa Benedetto XVI per la lista dei cento uomini più influenti della Terra.
Dal dicembre 2010 al 2012 è stato direttore editoriale del quotidiano in rete La Bussola Quotidiana, nato dalla collaborazione tra alcuni giornalisti de Il Timone.
Nel giugno 2012, in un articolo pubblicato sulla rivista Il Timone, ha parlato del suo romanzo "rimasto nel cassetto", cui attualmente ha rinunciato, esponendone la trama.
Nell'ottobre del medesimo anno è uscito, per Mondadori, Bernadette non ci ha ingannati. Un'indagine storica sulla verità di Lourdes, ricostruzione della storia delle apparizioni mariane nella grotta di Massabielle. A quest'opera seguirà un secondo volume, dal titolo "Attorno alla grotta".
Nel 2013, in occasione dell'elezione di papa Francesco, ha pubblicato, per la collana "Grandi Saggi" del Corriere della Sera, l'instant book La Chiesa di Francesco, con il sottotitolo La sfida del cristianesimo tra crisi e speranza.
Nel novembre 2015 ha presentato una nuova edizione del suo libro Ipotesi su Maria, ampliata rispetto alla precedente del 2008, con l'aggiunta di 13 capitoli inediti.
Nel settembre 2018 è uscito il libro Quando il cielo ci fa segno. Piccoli misteri quotidiani, nel quale l'autore racconta i tanti "segni" ricevuti che, alla luce della fede, interpreta come altrettanti messaggi soprannaturali.
Nel 2021 è uscito il libro La Luce e le tenebre. Riflessioni fra storia, ideologie e apologetica, a cura di Aurelio Porfiri, raccolta di articoli, per la maggior parte pubblicati su Il Timone.
Il 16 aprile 2022 viene a mancare la moglie Rosanna Brichetti Messori, autrice tra l'altro del libro autobiografico Una fede in due. La mia vita con Vittorio.

## Critiche e controversie
- La pubblicazione dell'opera apologetica Patì sotto Ponzio Pilato? ha provocato contestazioni a Messori nel mondo degli esegeti. In particolare, il vescovo e biblista Vittorio Fusco, in un articolo sulla rivista teologica Il Regno, ha accusato Messori di "concordismo" ovvero di tentare a tutti i costi di salvare la completa e totale storicità dei Vangeli, anche con spiegazioni storicamente ed esegeticamente inverosimili[32]; Messori ha difeso le sue posizioni con un editoriale sulla rivista Jesus.[33]
- L'introduzione di Messori all'edizione del 1989 della Vita di Gesù Cristo dell'abate Giuseppe Ricciotti è stata criticata dal frate minore ed esegeta cattolico Giulio Michelini, che, in un articolo comparso sulla rivista Convivium Assisiense, contesta l'idea che la Vita del Ricciotti sia di qualità superiore rispetto alle opere di Rudolf Bultmann solo perché più popolare tra i lettori, sottolineando che questa analisi renderebbe autorevoli anche libri come Il codice da Vinci di Dan Brown: è un'impostazione che Michelini non esita a definire "miope". Inoltre, nel suo articolo, Michelini sottolinea che il tono con cui Messori parla della fortuna dei libri di Bultmann richiama quello usato da Alessandro Manzoni per descrivere la sorte della libreria di Don Ferrante ne I promessi sposi.[34][35]
- Il libro Io, il bambino ebreo rapito da Pio IX sul caso Edgardo Mortara ha ricevuto dure critiche da diversi membri della comunità ebraica in Italia. In particolare, il giornalista Gad Lerner ha accusato Messori di aver operato una "parossistica difesa delle leggi pontificie grazie alle quali nel 1858 fu decretata da Pio IX la sottrazione del piccolo Edgardo Mortara alla sua famiglia di ebrei bolognesi - solo perché una domestica lo aveva battezzato di nascosto cinque anni prima" e di avere "evocato le virtù benefiche del ghetto“.[23]
- L'11 febbraio 2011 pubblica su La Bussola Quotidiana un articolo in cui critica duramente l'uso degli ex-membri delle cosiddette "sette" per costruire reportage giornalistici. In esso mette in dubbio l'attendibilità delle testimonianze negative raccontate dagli "ex" di vario genere, sostenendo che siano un modo per diminuire la propria responsabilità nell'aver seguito quell'ideale.[36]
- Il 24 dicembre 2014, sul quotidiano Corriere della Sera[37], ha pubblicato un articolo-confessione dal titolo "I dubbi sulla svolta di Papa Francesco", nel quale esprime un giudizio alquanto critico sul Pontefice definendolo "... imprevedibile, tanto da far ricredere via via anche qualche cardinale che era stato tra i suoi elettori" e palesando le sue perplessità in merito al nuovo corso impostato da Papa Francesco. La sua presa di posizione ha sollevato una nutrita mole di polemiche tra cui la diatriba con Leonardo Boff secondo cui il giornalista cattolico "... dietro parole di pietà e di comprensione porta un veleno"[38].

## Opere
- Ipotesi su Gesù, Torino, SEI, 1976; 2001. ISBN 88-05-05867-X[39].
- Scommessa sulla morte. La proposta cristiana: illusione o speranza?, Torino, SEI, 1982. ISBN 88-05-03746-X.
- Dialoghi su Gesù, Alba, Jesus, Società San Paolo, 1983.
- Rapporto sulla fede. Vittorio Messori a colloquio con il cardinale Joseph Ratzinger, Cinisello Balsamo, Paoline, 1985. ISBN 88-215-0968-0.
- Inchiesta sul cristianesimo. Sei tu il Messia che deve venire?, Torino, SEI, 1987. ISBN 88-05-03963-2.
- Un italiano serio. Il beato Francesco Faà di Bruno, Cinisello Balsamo, Paoline, 1990. ISBN 88-215-1926-0; Milano, Biblioteca universale Rizzoli, 1998. ISBN 88-17-11145-7.
- Patì sotto Ponzio Pilato?. Un'indagine sulla passione e morte di Gesù, Torino, SEI, 1992. ISBN 88-05-05295-7.
- Pensare la storia. Una lettura cattolica dell'avventura umana, Cinisello Balsamo, Paoline, 1992. ISBN 88-215-2414-0.
- La sfida della fede. Fuori e dentro la Chiesa. L'attualità di una prospettiva cristiana, Cinisello Balsamo, Paoline, 1993. ISBN 88-215-2698-4.
- Opus Dei. Un'indagine, Milano, A. Mondadori, 1994. ISBN 88-04-37411-X.
- Varcare la soglia della speranza, con Giovanni Paolo II, Milano, A. Mondadori, 1994. ISBN 88-04-39270-3.
- Le cose della vita. Il terzo volume di Vivaio, Cinisello Balsamo, San Paolo, 1995. ISBN 88-215-3062-0.
- Qualche ragione per credere, con Michele Brambilla, Milano, Mondadori, 1997. ISBN 88-04-41785-4.
- Il miracolo. Spagna, 1640: indagine sul più sconvolgente prodigio mariano, Milano, Rizzoli, 1998. ISBN 88-17-85997-4[40].
- Dicono che è risorto. Un'indagine sul Sepolcro vuoto, Torino, SEI, 2000. ISBN 88-05-05843-2.
- Gli occhi di Maria, con Rino Cammilleri, Milano, Rizzoli, 2001. ISBN 88-17-86840-X.
- Gli occhi di Maria (Nuova edizione aggiornata), con Rino Cammilleri, Milano, Ares, 2023. ISBN 978-88-929-83-113.
- Conversione. Una storia personale, con Leonardo Mondadori, Milano, Mondadori, 2002. ISBN 88-04-50482-X.
- Uomini, storia, fede, Milano, BUR, 2001. ISBN 88-17-12601-2.
- Il mistero di Torino. Due ipotesi su una capitale incompresa, con Aldo Cazzullo, Milano, Mondadori, 2004. ISBN 88-04-52070-1.
- Io, il bambino ebreo rapito da Pio IX. Il memoriale inedito del protagonista del caso Mortara, a cura di, Milano, Mondadori, 2005. ISBN 88-04-54531-3.
- Ipotesi su Maria. Fatti, indizi, enigmi, Milano, Ares, 2005. ISBN 88-8155-338-4.
- Emporio cattolico. Uno sguardo diverso su storia e attualità, Milano, SugarCo, 2006. ISBN 88-7198-517-6.
- Perché credo. Una vita per rendere ragione della fede, con Andrea Tornielli, Casale Monferrato, Piemme, 2008. ISBN 978-88-384-8831-3.
- Bernadette non ci ha ingannati. Un'indagine storica sulla verità di Lourdes, Milano, Mondadori, 2012. ISBN 978-88-04-62301-4.
- La Chiesa di Francesco. La sfida del cristianesimo tra crisi e speranza, Milano, RCS Media Group, 2013.
- Quando il cielo ci fa segno. Piccoli misteri quotidiani, Milano, Mondadori, 2018. ISBN 978-88-047-00-784
- La luce e le tenebre. Riflessioni fra storia, ideologie e apologetica, Milano, SugarCo, 2021. ISBN 978-88-7198-786-6.

## Premi
- Premio internazionale "San Valentino d'oro", sezione giornalismo e saggistica, Terni[41]
- Premio "Torre d'argento" nell'ambito del Premio nazionale culturale "Torre di Castruccio", Carrara[42]
- Premio Cultura Histonium, Vasto, 1989[43]
- Premio internazionale medaglia d'oro al merito della cultura cattolica, Bassano del Grappa, 1994
- Premio letterario Tito Casini, Borgo San Lorenzo, 1998[44]
- Premio La Torre, Chiavenna, 2000[45]
- Premio Un fiore dall'argilla dei Lions, Sassuolo, 2004[46]
- Premio Cultura Cattolica, Spalato, 2006[47]
- Premio Testimone del tempo, Acqui Terme, 2010[48]
- Premio Viva Maria, Siena, 2011[49]
- Premio giornalistico Il Pescatore, Castelletto di Brenzone, 2012[50]